# 국민통합21
국민통합21(國民統合21, National Integration 21)은 2002년 11월 11일에 무소속 국회의원 정몽준이 중심을 이룩하여 창당하였던 대한민국의 정당이다.

## 역사
대한축구협회 회장과 2002월드컵축구대회조직위원회 공동위원장을 역임했던 정몽준 의원은 대한민국과 일본에서 공동 개최된 2002년 FIFA 월드컵의 성공적인 개최, 대한민국 축구 국가대표팀의 4강 진출을 계기로 2002년에 실시된 대한민국 제16대 대통령 선거에서 유력 대권 주자로 거론되었다. 이에 정몽준은 2002년 11월 11일에 국민통합21을 창당하게 된다.
정몽준은 노무현 새천년민주당 후보와의 단일화 문제를 놓고 경쟁했고, 결국 여론조사를 통한 단일화 방식에 합의했다. 새천년민주당과 국민통합21은 2002년 11월 24일에 리서치앤리서치에서 실시한 여론조사 결과를 공개했는데, 노무현 후보가 46.8%, 정몽준 후보가 42.2%를 기록했다. 이에 따라 정몽준은 노무현 후보와의 단일화를 결정했다. 하지만 김행 국민통합21 대변인은 대통령 선거 실시를 7시간 정도 앞두고 있던 2002년 12월 18일 밤에 긴급 기자 회견을 열고 정몽준이 노무현 새천년민주당 후보와의 공조 파기 및 지지 철회를 선언했다고 밝혔는데, 정몽준은 노무현 후보가 12월 18일에 가진 서울 명동 유세에서 "미국과 북한이 싸우면 우리가 말린다. 새천년민주당의 차기 대권 주자로는 정동영, 추미애 최고위원도 있다."고 발언한 점을 문제삼았다. 이 소식을 들은 노무현 후보는 정몽준을 설득하려고 정몽준의 자택까지 찾아갔으나 만남은 성사되지 않었다. 이 여파로 12월 19일부터 12월 20일 사이에 국민통합21에 소속되어 있던 당직자들이 무더기로 탈당하게 된다. 정몽준 또한 2003년 6월 26일에 국민통합21 대표직에서 물러나게 된다.
2004년 4월 15일에 실시된 대한민국 제17대 국회의원 선거에서는 지역구 후보자 3명(서울 1명, 울산 2명), 비례대표 후보자 4명(1번 이인원, 2번 박원경, 3번 이숙자, 4번 김문일)가 입후보했으나 울산 동구 선거구에 출마한 정몽준 후보만 당선되었을 뿐 나머지 후보들은 모두 낙선했다. 또한 비례대표 투표에서도 득표 수 119,746표, 득표율 0.6%를 기록하여 비례대표 의석 획득에 실패했다. 2004년 3월에 개정된 정당법에 의해 "정당은 전국 5개 이상의 시도당에 각각 1,000명의 당원을 보유해야 한다."는 규정에 자격이 미달돼 개정 이후 180일의 유예 기간이 끝나 중앙선거관리위원회가 2004년 9월 13일 등록 취소 결정을 내려 해산되었다. 이후 대부분의 인사들이 한나라당에 합류하였다.

## 역대 대표
- 제1대: 정몽준 (2002년 11월 11일 ~ 2003년 6월 26일)
- 제2대: 신낙균
- 권한대행: 이인원

## 역대 선거 결과

### 역대 총선 결과
|  | 0.41% |

|  | 0.6% |

|  | 0.33% |

## 같이 보기
- 대한민국 제16대 대통령 선거